# Будинок Карла Клеккера
Будинок Карла Клеккера — пам'ятка архітектури у центрі Харкова, за адресою: вулиця Сумська, 3. Будинок у стилі неоренесансу був збудований у 1870-ті роки родиною купців Муравйових за проєктом архітектора Іоганна Гінша.
Сьогодні будинок Карла Клеккера відомий, як місце де розташовані пивний ресторан «Пробка» та Книгарня «Є».

## Історія

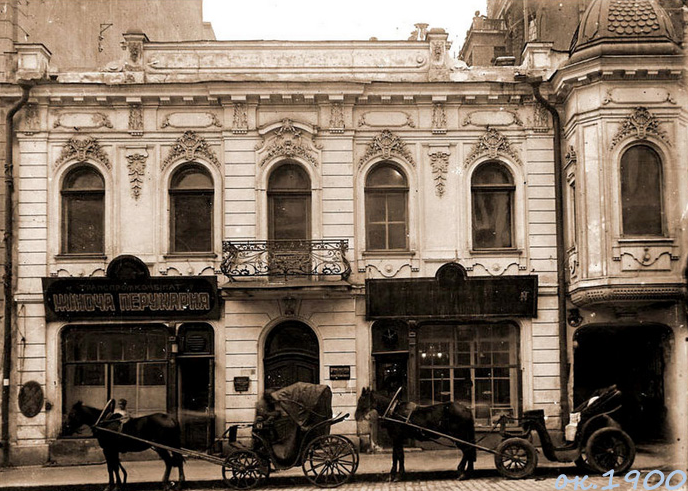
1900 рік

Земельна ділянка за тогочасною адресою вулиця Сумська № 544 (17), наприкінці 1860-х — на початку 1870-х років належала вдові колезького радника Марії Борисової. У 1875 році власником ділянки став Олександр Миколайович Голев, але невдовзі ділянку придбала родина купців Муравойвих — брати Павло та Федір Іларіонович Муравйови.
У 1876 році Муравйови почали будувати 2-х поверховий будинок за проєктом архітектора Іоганна Гінша. Планувався будинок з комерційними площами на першому поверсі та житловими приміщеннями на другому. Родина Муравйових володіла збудованим будинком та земельною ділянкою до кінця 1890-х, поки будинок не придбав відомий фотограф Альфред Федецький.
Ця угода коштувала йому близько 11 тисяч 700 рублів. Крім того, Федецький планував зробити капітальний ремонт будинку. Подібно до Муравйових, Федецький планував оселитись на другому поверсі, а на першому — відкрити сучасне фотоательє.
У 1902 році Альфред Федецький помер від серцевої недостатності. До цього моменту в будинку була розташована фотомайстерня, а роботи з капітального ремонту другого поверху ще не були завершені.
До 1911 року, фотоательє на першому поверсі володів фотограф Шабельскій, який зробив фотоательє Федецького частиною фірми «Скассі». У 1911 році в фотоательє сталась пожежа, після чого будівлю придбав німецький підприємець Карл Клеккер. На першому поверсі він відкрив ресторан «Театральний» — розрахунок було зроблено на глядачів театру «Березіль», які відвідували ресторан після вистав.
До Першої Світової війни будинок неоднократно змінював власників, до поки його не придбав німецький підприємець Карл Клеккер, котрий відкрив тут ресторан «Ведмідь». За його ініціативою у 1913—1914 роках на подвір'ї будинку був зведений 5-поверховий прибутковий дім (№ 3а) за проєктом архітекторів В. А. Естровіча та Л. К. Тервена. Через те, що Карл Клеккер був останнім власником будинку до початку російсько-більшовицької окупації України, його ім'я закріпилось за назвою будинку.
До 1915 Клеккеру вдалось збудувати на подвір'ї 5-поверховий дохідний дім (№ 3а) за проєктом архітекторів В. А. Естровіча та Л. К. Тервена. Цього ж року, через те, що Клеккер був підданим Німеччини, а Російська імперія знаходилась з нею у стані війни під час Першої Світової війни, його було заарештовано, а будинок та прибудова були передані управлінню землеробства та державного майна Харківської та Полтавської губернії. У тому ж 1915 році у будинку № 3 сталася пожежа, яка знищила дах, внутрішні перегородки та підлогу.
Вже під час радянської окупації, на першому поверсі було відкрито відомий у Харкові ресторан «Люкс».

## В сучасній Україні
У 1990-х роках будинок в більшості використовувався під комерційну діяльність: тут працювали квітковий магазин, перукарня, філія банку, а також продовжив роботу відомий з часів радянської окупації ресторан «Люкс». На верхніх поверхах прибудови № 3а розташовані житлові квартири.
Сьогодні у будинку Карла Клеккера розташовані різні комерційні об'єкти. Найвідомішими є пивний ресторан «Пробка» та Книгарня «Є».

## Галерея

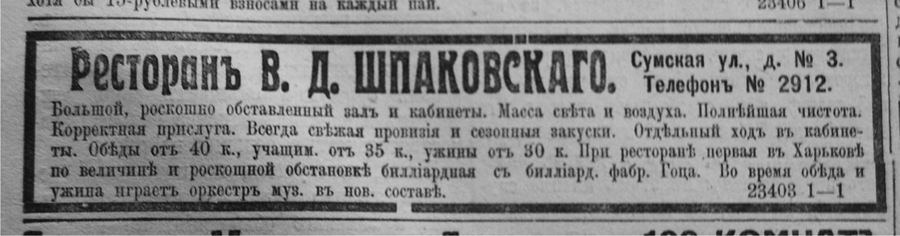
Ресторан Шпаковского в будинку Карла Клеккера
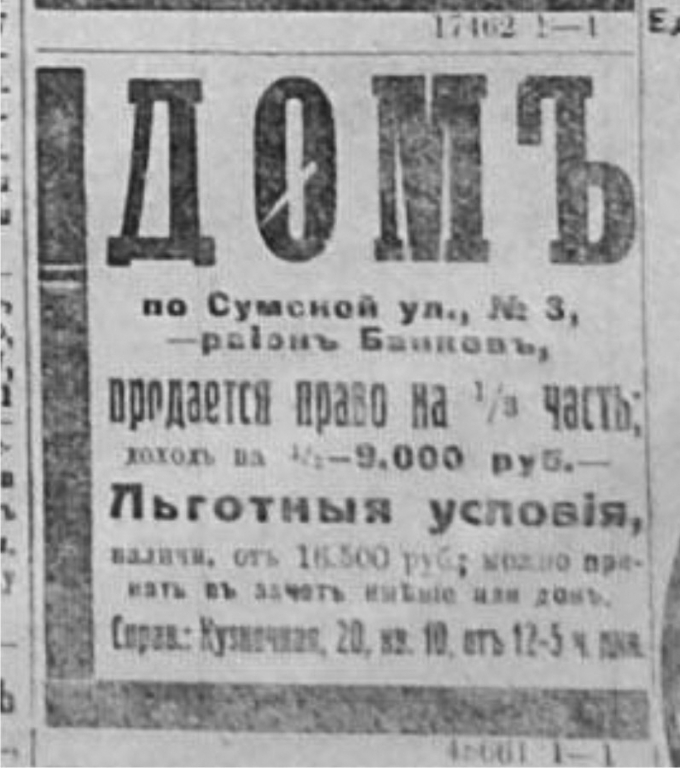
Реклама про продаж будинку №3 на вулиці Сумській
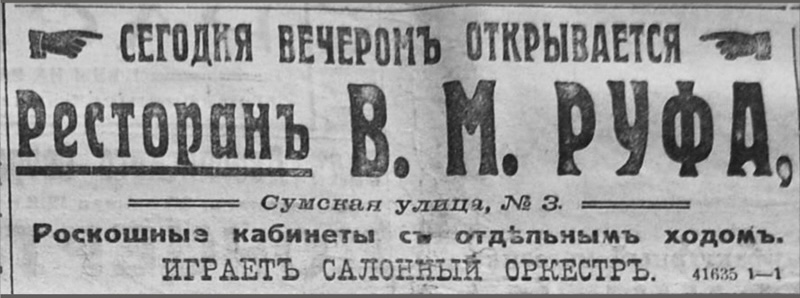
Ресторан Руфа в будинку Карла Клеккера
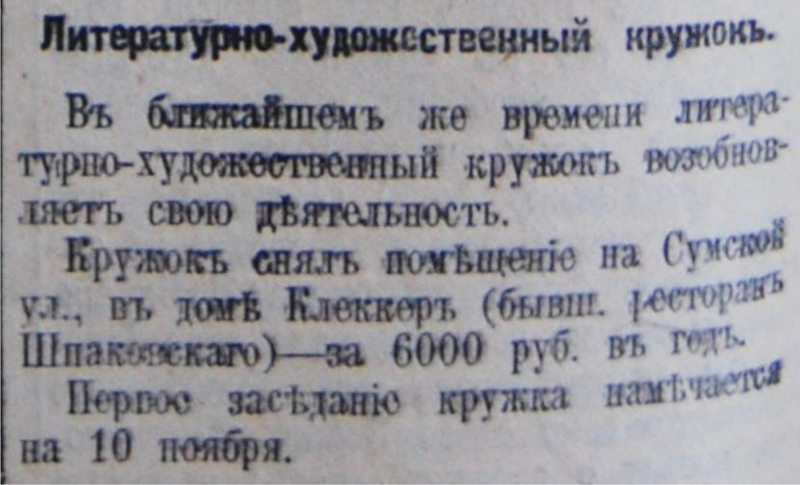
Реклама літературно-художніх заходів у будинку Карла Клеккера, початок 1910-х